# سيدار جلان ليكس (نيوجيرسي)
سيدار جلان ليكس (بالإنجليزية: Cedar Glen Lakes CDP, New Jersey)‏ هي منطقة سكنية تقع بولاية نيوجيرسي في الولايات المتحدة. تبلغ مساحتها 1.810 كم2، وترتفع عن سطح البحر 45 م، بلغ عدد سكانها 1,421 نسمة في عام 2010 حسب إحصاء مكتب تعداد الولايات المتحدة وتصل الكثافة السكانية فيها 785.1 نسمة لكل كيلومتر مربع (2,033.4/ميل2).

## التركيبة السكانية
حدّد مكتب تعداد الولايات المتحدة بيانات التركيبة السكانية لسيدار جلان ليكس في تعداد الولايات المتحدة. في ما يلي، التركيبة السكانية حسب تعدادي 2000 و2010.

### تعداد عام 2000
بلغ عدد سكان سيدار جلان ليكس 1,617 نسمة بحسب تعداد عام 2000، وبلغ عدد الأسر 1,126 أسرة وعدد العائلات 452 عائلة مقيمة في المنطقة السكنية. في حين سجلت الكثافة السكانية 893.4 نسمة لكل كيلومتر مربع (2,313.9/ميل2). وبلغ عدد الوحدات السكنية 1,242 وحدة بمتوسط كثافة قدره 686.2 لكل كيلومتر مربع (1,777.2/ميل2).
وتوزع التركيب العرقي للمنطقة السكنية بنسبة 98.52% من البيض و0.68% من الأمريكيين الأفارقة و0.06% من الأمريكيين الأصليين و0.43% من الأمريكيين ذوي الأصول الآسيوية و0.19% من الأعراق الأخرى و0.12% من عرقين مختلطين أو أكثر و1.30% من الهسبانيون أو اللاتينيون من أي عرق.
بلغ عدد الأسر 1,126 أسرة كانت نسبة 0.2% منها لديها أطفال تحت سن الثامنة عشر تعيش معهم، وبلغت نسبة الأزواج القاطنين مع بعضهم البعض 36.2% من أصل المجموع الكلي للأسر، ونسبة 3.6% من الأسر كان لديها معيلات من الإناث دون وجود شريك،  بينما كانت نسبة 0.4% من الأسر لديها معيلون من الذكور دون وجود شريكة وكانت نسبة 59.9% من غير العائلات. تألفت نسبة 58.5% من أصل جميع الأسر من عدة أفراد يعيشون في نفس المنزل ونسبة 53.3% كانت تتألف من شخص يعيش بمفرده يبلغ من العمر 65 عاماً أو أكثر. وبلغ متوسط حجم الأسرة المعيشية 1.44، أما متوسط حجم العائلات فبلغ 2.05.
بلغ العمر الوسطي للسكان 74.8 عاماً. وكانت نسبة 0.2% من القاطنين تحت سن الثامنة عشر، وكانت نسبة 0.1% بين الثامنة عشر والرابعة والعشرين عاماً، ونسبة 2% كانت واقعةً في الفئة العمرية ما بين الخامسة والعشرين والرابعة والأربعين عاماً، ونسبة 15.8% كانت ما بين الخامسة والأربعين والرابعة والستين، ونسبة 82% كانت ضمن فئة الخامسة والستين عاماً فما فوق. يوجد لكل 100 أنثى 58.7 ذكر، ويوجد لكل 100 أنثى في الثامنة عشر من عمرها فما فوق 58.7 ذكر.
بلغ متوسط دخل الأسرة في المنطقة السكنية 20,378 دولارًا، أما متوسط دخل العائلة فبلغ 30,278 دولارًا. وكان متوسط دخل الذكور 40,368 دولارًا مقابل 35,833 دولارًا للإناث. وسجل دخل الفرد الخاص بالمنطقة السكنية 20,246 دولارًا. وكانت نسبة 1.9% من العائلات ونسبة 3.7% من السكان تحت خط الفقر،

### تعداد عام 2010
بلغ عدد سكان سيدار جلان ليكس 1,421 نسمة بحسب تعداد عام 2010، وبلغ عدد الأسر 1,008 أسرة وعدد العائلات 356 عائلة مقيمة في المنطقة السكنية. في حين سجلت الكثافة السكانية 785.1 نسمة لكل كيلومتر مربع (2,033.4/ميل2). وبلغ عدد الوحدات السكنية 1,234 وحدة بمتوسط كثافة قدره 681.8 لكل كيلومتر مربع (1,765.9/ميل2).
وتوزع التركيب العرقي للمنطقة السكنية بنسبة 98.03% من البيض و0.63% من الأمريكيين الأفارقة و0.56% من الأمريكيين ذوي الأصول الآسيوية و0.35% من الأعراق الأخرى و0.42% من عرقين مختلطين أو أكثر و1.76% من الهسبانيون أو اللاتينيون من أي عرق.
بلغ عدد الأسر 1,008 أسرة كانت نسبة 0.2% منها لديها أطفال تحت سن الثامنة عشر تعيش معهم، وبلغت نسبة الأزواج القاطنين مع بعضهم البعض 29.2% من أصل المجموع الكلي للأسر، ونسبة 5.4% من الأسر كان لديها معيلات من الإناث دون وجود شريك،  بينما كانت نسبة 0.8% من الأسر لديها معيلون من الذكور دون وجود شريكة وكانت نسبة 64.7% من غير العائلات. تألفت نسبة 61.9% من أصل جميع الأسر من عدة أفراد يعيشون في نفس المنزل ونسبة 53.8% كانت تتألف من شخص يعيش بمفرده يبلغ من العمر 65 عاماً أو أكثر. وبلغ متوسط حجم الأسرة المعيشية 1.41، أما متوسط حجم العائلات فبلغ 2.07.
بلغ العمر الوسطي للسكان 74.6 عاماً. وكانت نسبة 0.2% من القاطنين تحت سن الثامنة عشر، وكانت نسبة 0.8% بين الثامنة عشر والرابعة والعشرين عاماً، ونسبة 1.8% كانت واقعةً في الفئة العمرية ما بين الخامسة والعشرين والرابعة والأربعين عاماً، ونسبة 16.5% كانت ما بين الخامسة والأربعين والرابعة والستين، ونسبة 80.7% كانت ضمن فئة الخامسة والستين عاماً فما فوق. وتوزع التركيب الجنسي للسكان بنسبة 37.7% ذكور و62.3% إناث.